# Электронная торговая платформа
Электронная торговая платформа — компьютерная система, которая может использоваться, чтобы разместить заказы (покупку/продажу) финансовых продуктов, таких как акции, облигации, валюты, биржевой товар и деривативы с финансовыми посредниками, такими как брокеры, дилеры, маркетмейкеры или фондовые биржи по сети. Такие платформы позволяют использовать электронную торговлю пользователями из любой точки в отличие от традиционной комнатной торговли (Floor trading) и торговле, базируемой на телефонной линии.
Термин «торговая платформа» (от англ. trading platform) обычно используется для избежания путаницы с термином «торговая система» (от англ. trading system), который чаще всего связан с методом торговли или с алгоритмической торговой стратегией, а не с компьютерной системой, используемой для размещения заказов.

## Криптоплатформы
В 2013 году стали появляться электронные торговые криптоплатформы на базе технологии «цепочка блоков» (от англ. blockchain). Такие платформы отличает наличие встроенного платёжного инструмента — криптовалюты. Децентрализованный принцип работы платформы устраняет характерные для обычных электронных торговых площадок риски, а именно: кражу или блокировку средств на счете, возможность подделки активов или закрытия площадки. За проведение купли-продажи отвечает алгоритм платформы, что снимает необходимость доверия трейдеров друг к другу и, собственно к платформе. К таким криптоплатформам относятся: BitShares, Mastercoin, Nxt; анонсируются и другие платформы.